# Rangea
La Rangea (gen. Rangea Gurich, 1930) è un organismo estinto, vissuto nel Proterozoico superiore (Ediacarano, circa 560 milioni di anni fa). I suoi resti sono molto comuni in Australia, ma sono stati ritrovati anche in Russia e in Namibia.

## Descrizione
L'aspetto di questo enigmatico organismo era molto simile a quello delle attuali pennatulacee, o penne di mare (phylum Cnidaria). La rangea possedeva infatti un corpo allungato e stretto, di dimensioni medio-piccole, simile a una fronda. I vari segmenti che costituivano il corpo erano ripetuti secondo una simmetria radiale e tripartita. Una guaina composta di mucosa ricopriva l'intero organismo; la superficie era liscia. L'organizzazione interna, imperfettamente conosciuta, era costituita da un sistema di sacche connesse da un canale mediano.

## Tassonomia
Nel corso di molti anni di ricerche e studi, questo organismo è stato interpretato come un ottocorallo delle pennatualcee, una singola cellula eucariota multinucleata, o come un organismo completamente differente da qualunque altro organismo attuale. Secondo studi recenti, infatti, la rangea sarebbe un rappresentante dei vendobionti, un gruppo di organismi dalle affinità poco chiare e dall'organizzazione corporea aberrante, vissuti esclusivamente nel Proterozoico. Tra le forme simili a Rangea (note come Rangeomorpha), da ricordare le quadripartite Swartpuntia e Bomakellia, Charnia, Charniodiscus, Paracharnia e l'enigmatico Thaumaptilon, forse un “sopravvissuto” risalente al Cambriano.

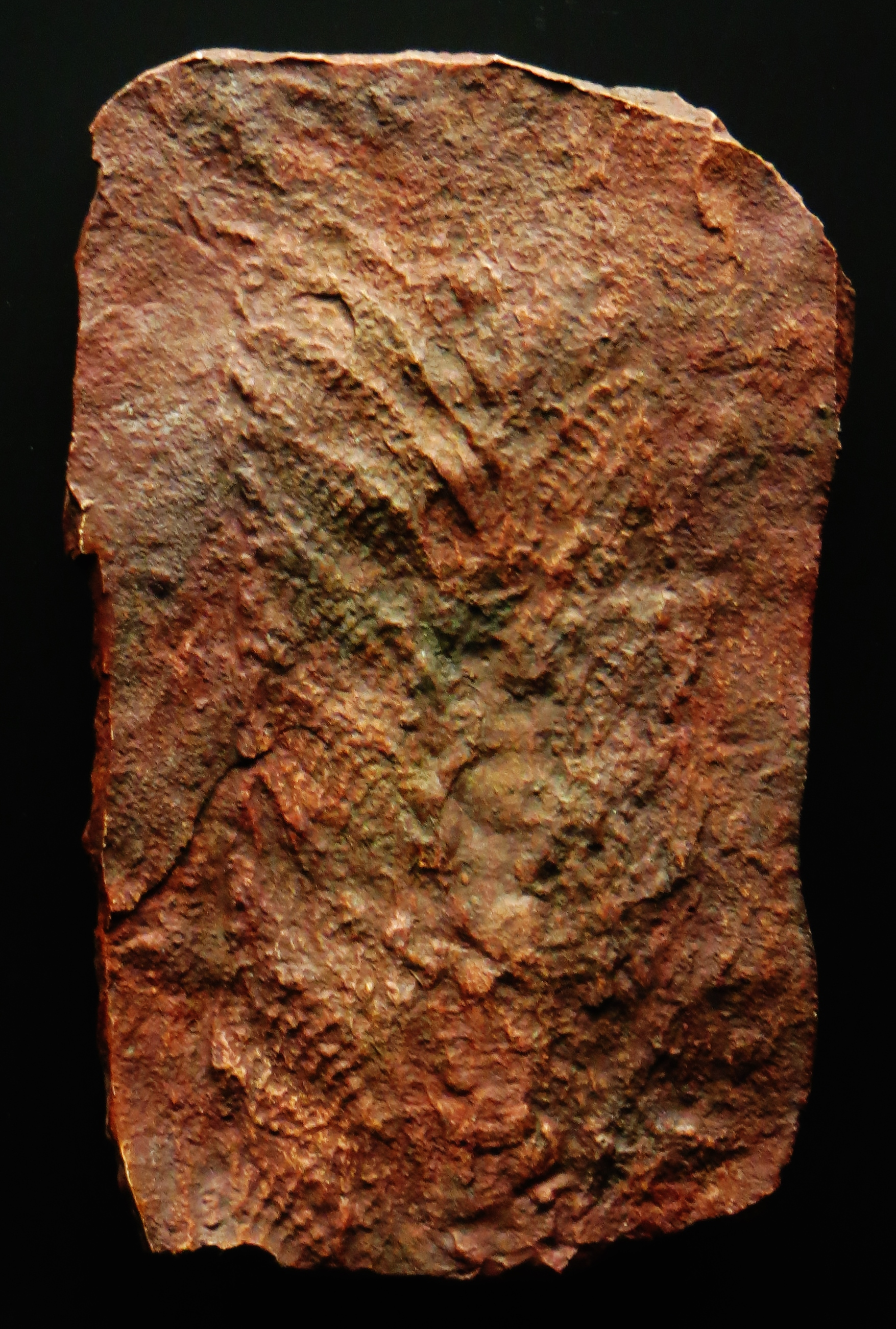
Fossile di Rangea longa

### Specie
Vi sono quattro specie note di questo organismo: Rangea schneiderhoehoni fu la prima ad essere descritta da Georg Gürich nel 1930 sulla base di fossili dell'Africa (Namibia).  Rangea arborea, Rangea grandis e Rangea longa, invece, furono scoperte da Martin Glaessner e Mary Wade nel 1966. I resti di queste ultime provenivano tutti dalle Flinders Ranges, in Australia. Altri fossili sono stati rinvenuti in Canada (Terranova).